# スーパーサンコー
株式会社スーパーサンコー（英語: SUPER SANKO）は、大阪府大阪市平野区喜連西に本社を置くスーパーマーケットを展開する小売業者である。
関連会社に東大阪市横沼町に本社を置く「株式会社三豊」（さんぽう）があり、両企業を合わせてスーパーサンコーグループと呼ぶ。

## 概要
1982年（昭和57年）5月に奈良県大和郡山市九条町で株式会社三豊を設立し、2000年（平成12年）に本社を東大阪市横沼町へ移転。
1994年（平成6年）9月に関連会社として株式会社スーパーサンコーを設立し、大阪市平野区でスーパーサンコー丸和店を開店。
両企業は大阪市・東大阪市・堺市・八尾市・枚方市でスーパーマーケットの「スーパーサンコー」を展開し、スーパーサンコーグループと称している。

## 沿革
- 1982年（昭和57年）5月 - 奈良県大和郡山市九条町で株式会社三豊を設立[1]。
- 1994年（平成06年）9月 - 大阪市平野区喜連西で株式会社スーパーサンコーを設立[2]。
- 2000年（平成12年）4月 - 株式会社三豊の本社を東大阪市横沼町へ移転[1]。
- 2024年（令和06年）9月 - 本庄公設市場跡地にスーパーサンコー中崎町店を開店[1][出典無効]。

## 店舗

### かつて存在した店舗
- JR長瀬駅前店（2013年12月閉店）
- 九条店（2017年11月閉店）[3]
- 長瀬店（2018年3月閉店）
- JR平野駅前店（2020年3月閉店）
- 牧野店［旧］（2020年3月）[4]
- 加納店（2021年1月閉店）[5]
- 今福店（2024年7月閉店）[6]

## 系列会社
- 有限会社サンコーフーズ
- 株式会社ネクサスフーズ